# Conxita Pijuan i Casadevall
Conxita Pijuan i Casadevall (Llagostera, 30 març 1921 - 10 d'abril de 2013) també coneguda com la Conxita remeiera o Conxita de les herbes va ser una remeiera catalana.
Va néixer a Can Calvet al veïnat de Mata de Llagostera. Orfe de pare als 15 mesos, als set anys començà a treballar al camp i amb el bestiar, essent l'encarregada de les vaques de la família. Tasca que va compaginar durant un any escolar realitzant una hora diària d'escolarització.
A casa seva era qui preparava els remeis perquè el metge era lluny i car. Ja de ben petita preparava el vi de saüc amb la seva mare. Habitualment veïns de Llagostera la visitaven per guarir-se de dolors o cremades.
Es va casar amb l'Isidre Moradell Xirgu. Va morir als 92 anys, el dijous 10 d'abril de 2013.
La Conxita solia comentar sobre el seu ofici:
| « | Per ser remeiera es necessita ser romàntic, amant de les herbes, de les tradicions i tenir molta paciència | » |

## Reconeixements
- Va ser una de les informants del llibre Usos i cultura popular de les plantes a les Gavarres.[6]
- És una de les 50 protagonistes del llibre i exposició Dones rurals, dones de Girona.[1]
- Llagostera li va dedicar una plaça i un mural de Norman Sánchez.[7]